# Enlace flexionado

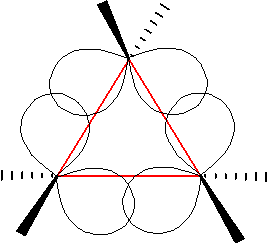
Una de las primeras teorías para el enlace flexionado del ciclopropano fue el denominado modelo de Coulson-Moffitt (1947).

El enlace flexionado, también conocido como enlace banana, es un término en química orgánica que se refiere a un tipo de enlace químico covalente con una geometría que guarda cierto parecido a una banana. El término mismo es una representación general de la densidad electrónica o configuración, semejando una estructura "flexionada" en las moléculas de anillos pequeños, tales como el ciclopropano (C3H6) o una representación de los enlaces dobles o triples dentro de un compuesto, como una alternativa al modelo de enlaces sigma y pi.

## Moléculas cíclicas pequeñas
Los enlaces flexionados son un tipo especial de enlace químico en el que el estado de hibridación de dos átomos participantes del enlace químico se modifica con aumento o disminución del carácter de orbital s, con el fin de acomodar una geometría molecular particular. Los enlaces flexionados se encuentran en compuestos orgánicos tensionados, tales como el ciclopropano, oxirano y la aziridina.
En estos compuestos, no es posible para el átomo de carbono asumir el ángulo de enlace de 109.5°, con la hibridación estándar sp3. El aumento del carácter p hace posible la reducción de los ángulos de enlace hasta 60°. Al mismo tiempo, los enlaces carbono-hidrógeno ganan carácter s, por lo que reducen su longitud. En el ciclopropano, la máxima densidad electrónica entre los dos átomos de carbono no corresponde al eje internuclear, de ahí el nombre de enlace flexionado. En el ciclopropano, el ángulo interorbital es de 104°. Esta flexión puede ser observada experimentalmente mediante difracción de rayos X, o ciertos derivados de ciclopropano: la deformación de la densidad está fuera de la línea que une los centros de los átomos de carbono. La longitud de enlace carbono-carbono es inusualmente corta: 151 pm, versus 154 pm de un enlace regular.
El ciclobutano es un anillo más grande, pero aun así tiene enlaces flexionados. En esta molécula, los ángulos de enlace CCC son de 96° para la conformación plana, y 88° para la conformación alabeada. A diferencia del ciclopropano, las longitudes de enlace realmente se incrementan, y no disminuyen, y esto es debido a las repulsiones estéricas 1,3. En términos de reactividad, el ciclobutano es relativamente inerte y se comporta como los alcanos ordinarios.

### Otros modelos
Para el ciclopropano, el modelo de enlace flexionado aún tiene soporte, a pesar de la emergencia de otras teorías, como los orbitales de Walsh, que busca hacer una mejor descripción según la teoría de los orbitales moleculares, a la luz de la evidencia espectroscópica y argumento de grupos de simetría. Las críticas a la teoría del orbital de Walsh argumentan que este modelo no representa el estado basal del ciclopropano. Ha habido intentos para "reparar" la teoría del orbital de Walsh, pero han encontrado resistencia; sin embargo, los orbitales de Walsh podrían explicar el enlace en otras moléculas de interés.

## Enlaces dobles y triples
Hay dos explicaciones diferentes para la naturaleza del enlace covalente doble y triple en moléculas orgánicas, ambas propuestas en la década de 1930. Linus Pauling propuso que el enlace doble resulta de dos enlaces equivalentes, que posteriormente fueron llamados enlaces banana. Erich Hückel propuso una representación del enlace doble como una combinación de un enlace sigma más un enlace pi. La representación de Hückel es la más conocida, y es la que se encuentra en la mayoría de libros de texto de finales del siglo XX. Sin embargo, aún hay cierto debate sobre cuál de las dos representaciones es mejor, aunque algunos químicos teóricos consideran ambos modelos como prácticamente equivalentes. En una revisión de 1996, Kenneth B. Wiberg concluyó que, "aunque no puede hacerse un enunciado concluyente con base en la información actualmente disponible, parece ser que podemos continuar considerando las descripciones σ/π y de enlace flexionado del etileno como equivalentes."

## Otras aplicaciones
La teoría del enlace flexionado puede explicar otros fenómenos en las moléculas orgánicas. Por ejemplo, en el fluorometano (CH3F), el ángulo experimental de enlace F-C-H es 109°, pero debería ser menos. Esto es de acuerdo con la regla de Bent, el enlace C-F gana carácter p, conduciendo a un mayor carácter s en los enlaces C-H, y los ángulos de enlace H-C-H aumentan, dejando menos para el ángulo F-C-H. La diferencia es explicada nuevamente en términos de enlaces flexionados.
Los enlaces flexionados también entran en juego en el efecto gauche, explicando la preferencia por las conformaciones gauche en ciertos alcanos sustituidos, y el efecto cis asociado con algunos alquenos cis inusualmente estables.